# Musée Gutenberg (Mayence)
Pour les articles homonymes, voir Musée Gutenberg.
Le Musée Gutenberg, aussi appelé le Musée mondial de l'imprimerie, est un musée situé à Mayence, en Allemagne, créé en hommage à l'artisan imprimeur Johannes Gutenberg, dont l'invention des caractères mobiles en plomb au milieu du XVe siècle a révolutionné la diffusion du savoir en Europe. La principale mission de l'établissement est de conserver et de valoriser le legs de Gutenberg, tout en travaillant à la diffusion de l'histoire du livre, de l'imprimerie et de l'écriture auprès de divers publics.

## Historique

### Premiers locaux
Le Musée Gutenberg, l’un des plus anciens musées de l’imprimerie d’Europe, voit le jour en 1900 grâce à une initiative citoyenne menée à l'occasion du 500e anniversaire de la naissance de Gutenberg.

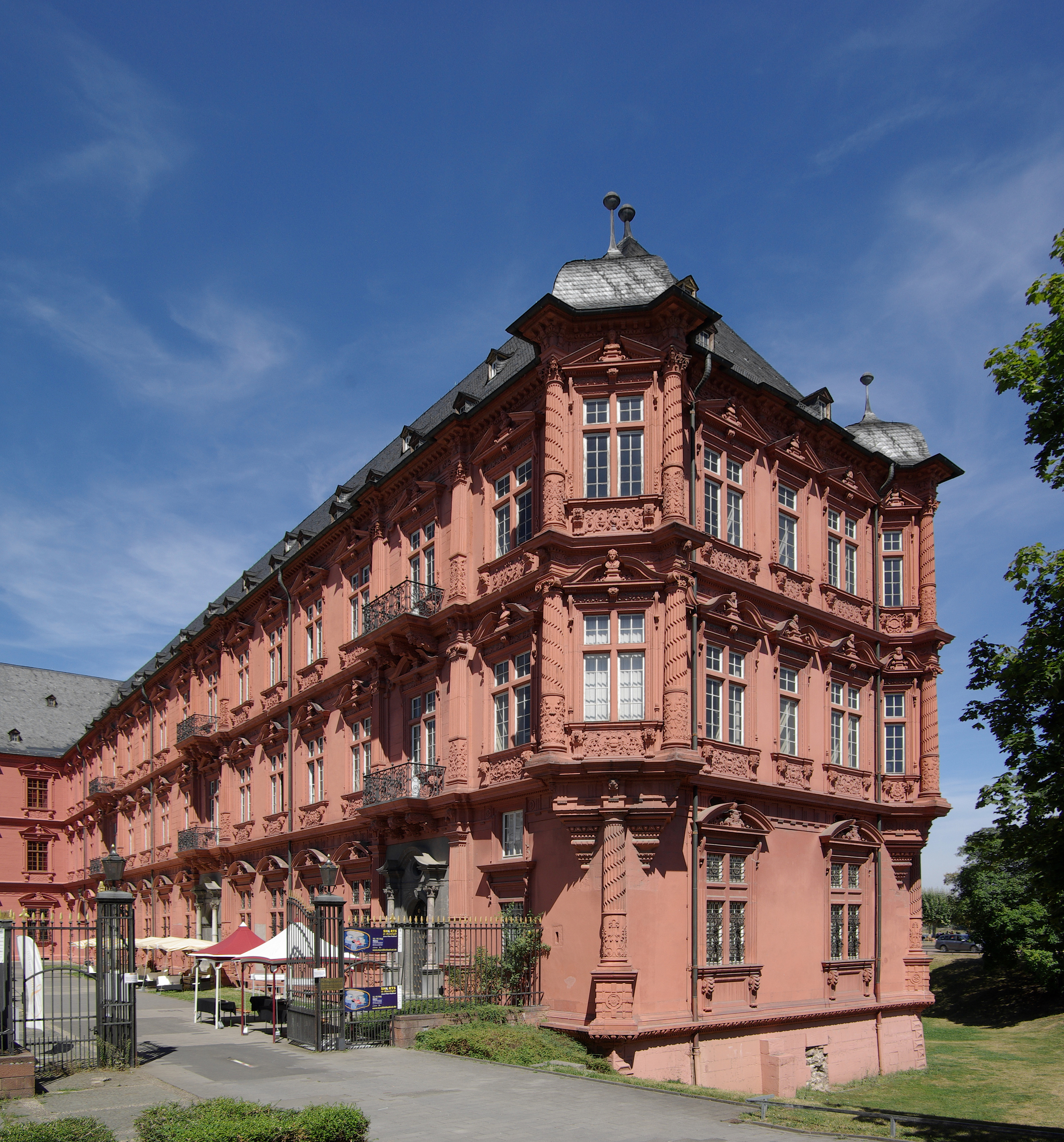
Le château des Princes-Électeurs, qui a abrité la bibliothèque municipale et le Musée Gutenberg jusqu’en 1912.

Installé dans le château des Princes-Électeurs (Kurfürstliches Schloss, en allemand), au sein même de la bibliothèque municipale, le musée ouvre officiellement ses portes le 23 juin 1901. Sa collection comprend du matériel d’impression et des ouvrages recueillis auprès d’acteurs de l’industrie graphique et de particuliers, de même que des titres du fonds de livres anciens de la bibliothèque municipale, dont l’histoire remonte à 1477.
L’exposition inaugurale est conçue en trois temps : on y présente d’abord l’histoire de l’imprimerie à travers les siècles en exposant du matériel d’impression et les différents ouvrages produits à l’aide de celui-ci ; on propose ensuite un panorama des arts graphiques contemporains ; puis, on s’attarde à la présentation des innovations technologiques du moment dans l’industrie de l’imprimerie.

### Déménagement au 3B de la Rheinallee

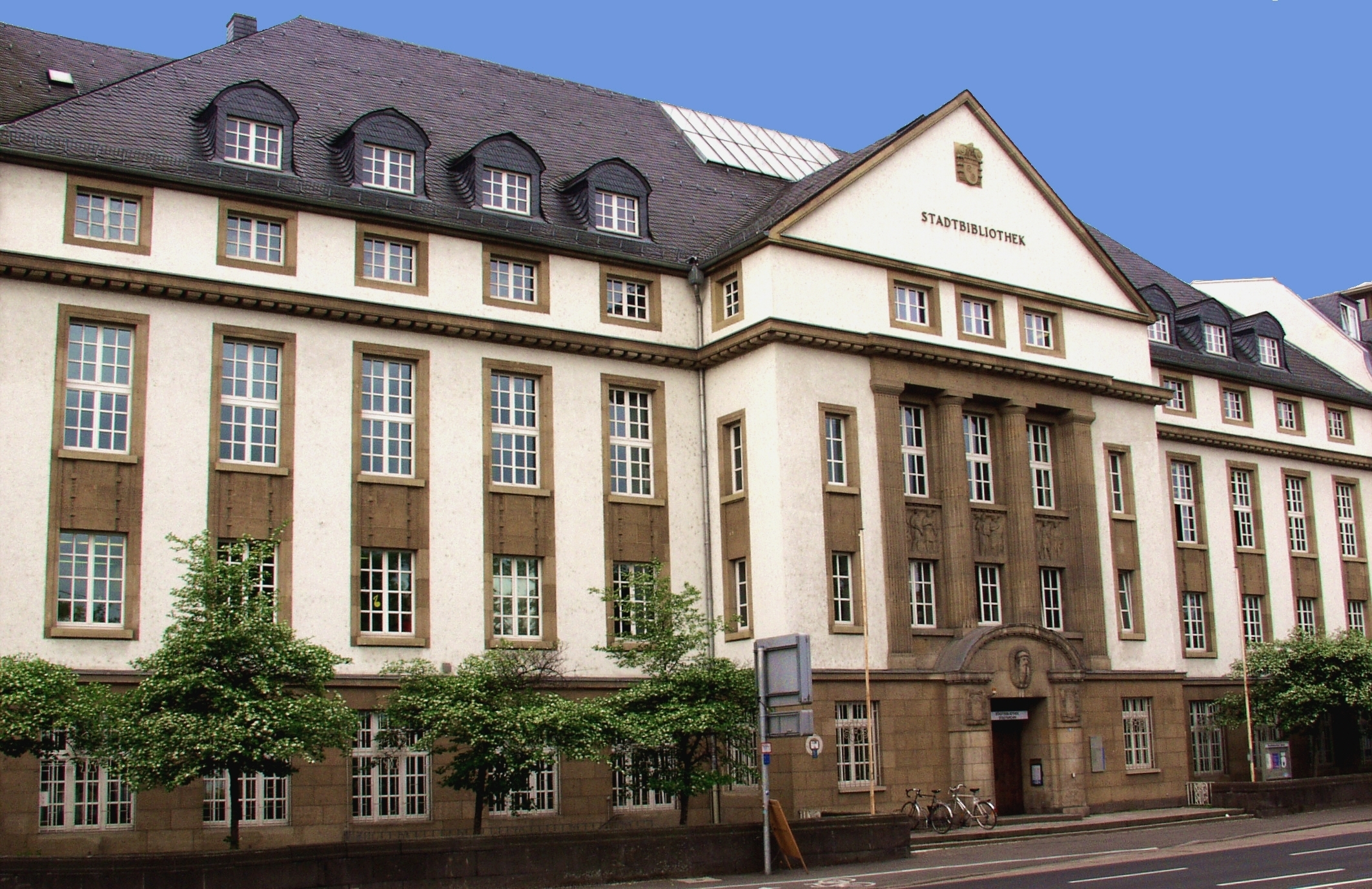
Le Musée Gutenberg se trouve dans la bibliothèque municipale de Mayence de 1912 à 1927.

En 1912, la bibliothèque municipale et le musée Gutenberg s’installent au 3B de la Rheinallee, dans un nouvel immeuble conçu par l’architecte Adolf Gelius.
En 1925, sous la direction d’Aloys Ruppel, directeur de la bibliothèque municipale et conservateur du musée Gutenberg, une réplique de l’atelier de Gutenberg est installée dans le local du musée à l’occasion de son 25e anniversaire. Le public peut alors assister à des démonstrations du fonctionnement des presses de Gutenberg, une activité qui lance la réputation internationale du musée.
Souhaitant voir croître le musée, Ruppel est de l’avis que le partage des lieux et des ressources avec la bibliothèque municipale nuit au développement du musée et que celui-ci doit se doter de son propre espace.

### Installation dans l’hôtel de l’Empereur germanique

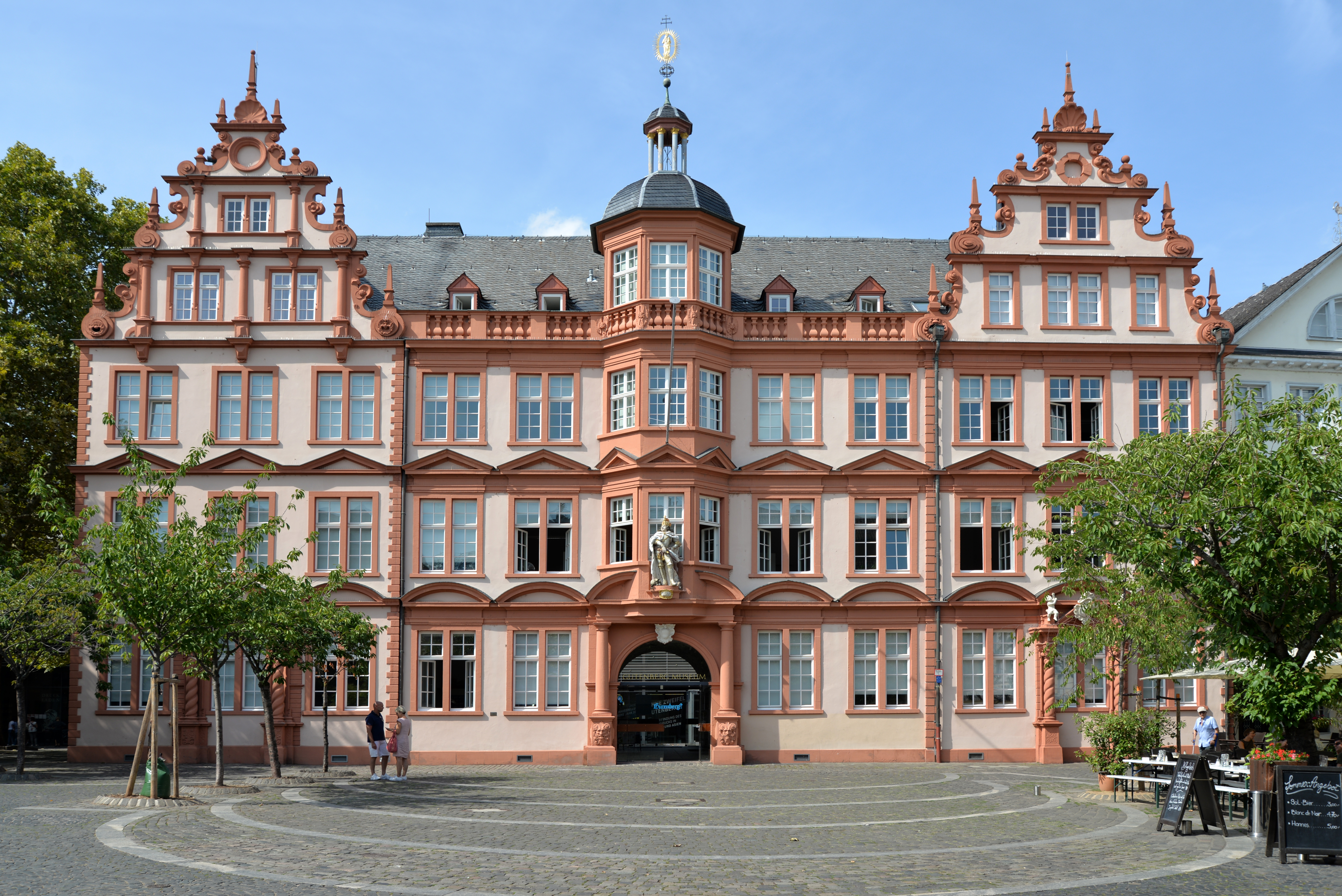
Le Musée Gutenberg s’installe dans l’hôtel « Zum Römischen Kaiser » en 1927.

En 1927, le musée quitte les locaux de la bibliothèque publique et s’installe dans l'hôtel « Zum römischen Kaiser » (l’hôtel de l’Empereur germanique, en français), sur la place de Sainte-Marie aux Marches, dans le centre historique de la ville. L'édifice, dont l’origine remonte à la fin du XVIIe siècle, abrite l’espace d’exposition, la bibliothèque de recherche, les bureaux administratifs et le laboratoire de restauration.
Les activités du musée sont toutefois suspendues pendant la Seconde Guerre mondiale, forçant l’évacuation de la collection du musée dès 1939. En 1945, des bombardements endommagent fortement l’immeuble, mais la plupart de son matériel est sauvé. Le musée réintègre alors la bibliothèque municipale, et les réparations durent jusqu’en 1962.

### Agrandissements du musée

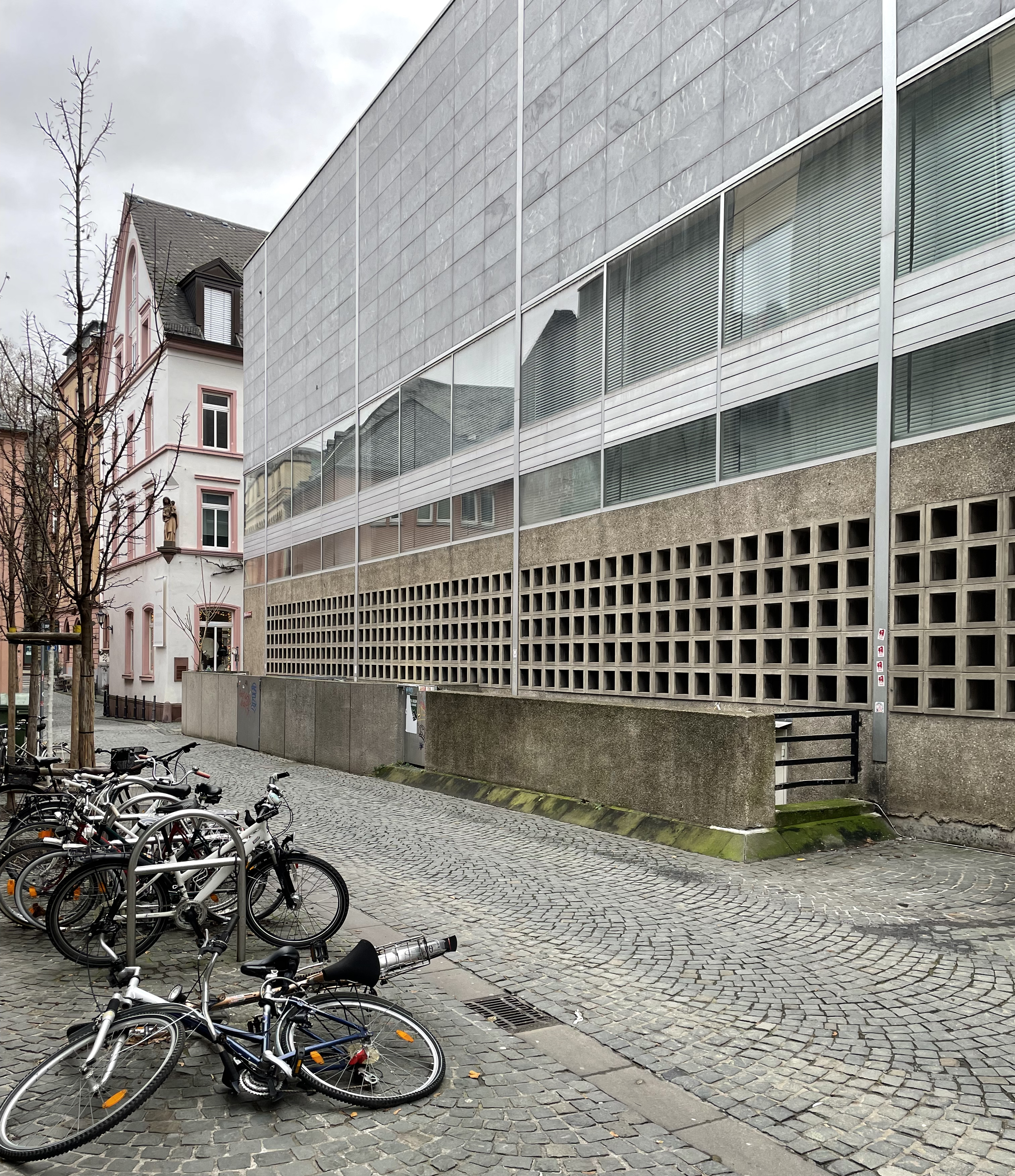
Aile du musée Gutenberg, conçue par l’architecte Rainer Schell et inaugurée en 1962.

En 1962, à l’occasion du bimillénaire de la ville de Mayence, le musée célèbre la fin de ses travaux et inaugure le « Schellbau », une nouvelle aile carrée faite entièrement de métal et de verre, conçue par l’architecte Rainer Schell.
En 1990, on procède à l’installation d'un atelier d'imprimerie (Druckladen, en allemand) au 2 de la Fischtorstraße, en face de l’hôtel « Zum Römischen Kaiser ». On y trouve des casses, des plombs, des vignettes, des initiales et des presses à épreuves pour les démonstrations publiques[réf. nécessaire]. L'atelier dispose également de matériel typographique du XXe siècle pour la réalisation de publications internes : catalogues d'exposition, cartes postales, etc[réf. nécessaire].
Le matériel acquis est celui de diverses imprimeries et le financement de cette opération est réalisé conjointement par la ville de Mayence et la direction du Livre et de la Lecture publique[réf. nécessaire]. C'est dans le sens de ce type d'animation que le musée souhaite se développer[réf. nécessaire].
En 2000, pour souligner le 600e anniversaire de naissance de Gutenberg, le musée est entièrement rénové et se voit doter d’un nouveau bâtiment, où sont installés les ateliers à vocation pédagogique du musée.

### Projet controversé de la tour de la Bible
En 2015, un concours architectural est lancé dans toute l’Europe pour agrandir le musée. La proposition retenue est celle de la firme hambourgeoise DFZ Architekten, qui souhaite réaliser une « Bibelturm » (tour de la Bible, en français) revêtue de caractères d’imprimerie sur la Liebfrauenplatz. Le projet génère toutefois une forte opposition citoyenne : on déplore la construction d’une telle tour alors que les autres bâtiments du musée, désuets ou en mauvais état, ont urgemment besoin d’être rénovés. Les partisans du projet, quant à eux, voient dans la construction de ce pavillon l’occasion de redorer l’image du musée. Ils souhaitent investir le financement mis à leur disposition par la ville dans la tour de la Bible, en attendant de pouvoir rénover tout le musée. Le projet est finalement stoppé à la suite d’un référendum mené en 2018, où une majorité de citoyens s’y opposent.

### Construction d’un nouveau musée
Après l’obtention d’une importante subvention fédérale, le musée a temporairement fermé ses portes le 7 octobre 2024 à des fins de reconstruction et de rénovation. Le « Schellbau », dont les rénovations sont jugées trop coûteuses et non rentables, sera démoli en février 2025 et remplacé par la nouvelle construction. Une exposition temporaire, « Gutenberg Museum moved ! », sera présentée au public dès le 23 novembre 2024 au musée d’histoire naturelle de Mayence. Les principaux objets de l’exposition permanente du musée Gutenberg y sont exposés, notamment les deux bibles originales de Gutenberg que possède l’établissement.

## Collections
C’est dans ce musée que sont exposés des objets comme les bibles de 42 lignes de Gutenberg, célèbres dans le monde entier[réf. nécessaire].

## Bibliothèque de recherche
Outre sa collection d’objets, le musée est assorti dès sa création d’une bibliothèque spécialisée ouverte au grand public et rassemblant principalement deux types de documents : des livres dont la facture témoigne de l’évolution de l’imprimerie et des ouvrages portant sur la question.

## Direction du musée
- Aloys Ruppel (1920—1962)
- Helmut Presser (1963—1977)
- Hans-Adolf Halbey (1977—1987)
- Eva-Maria Hanebutt-Benz (1987—2010)
- Annette Ludwig (2010—2022)
- Ulf Sölter[17] (en poste depuis 2022)